# Медников, Эрвин Валерьевич
Эрвин Валерьевич Медников (род. 8 мая 1978, Ленинград, СССР) — российский спортсмен, специализирующийся в спортивной акробатике, заслуженный мастер спорта России, педагог, актёр Мариинского театра, участник театральной футбольной лиги. Чемпион мира 2004 года и победитель Всемирных игр в составе мужской спортивной пары.

## Биография
Окончил Санкт-Петербургский государственный университет по экономическому направлению. После завершения спортивной карьеры занимается педагогической деятельностью в сфере физической культуры и акробатики. С 2012 года работает в ГБОУ СОШ № 309 Центрального района Санкт-Петербурга, где является педагогом-организатором, учителем физической культуры и руководителем школьного спортивного клуба «Сокол-Симаргл» имени А. Н. Клюквина.
Также активно участвует в культурной жизни города. Принимает участие в театральной футбольной лиге и является актёром Мариинского театра.

## Спортивная карьера
Выступал в мужской спортивной паре с Алексеем Мошечкиным. Пара добилась высоких результатов на международной арене:
- 2003 — чемпион Европы (мужская пара)
- 2004 — абсолютный чемпион мира на чемпионате мира в Льевене (Франция)[4]
- 2005 — победитель Всемирных игр в Дуйсбурге (Германия)

## Звания и достижения
- Заслуженный мастер спорта России
- Чемпион мира (2004)
- Победитель Всемирных игр (2005)
- Чемпион Европы (2003)